# Естебан Окон
Естебан Окон (фр. Esteban Ocon; нар. 17 вересня 1996, Евре) — французький автогонщик, який зараз виступає у Формулі-1 за команду Хаас. Чемпіон гоночної серії GP3 2015 року та Формули-3 2014 року. Дебютував у Формулі-1 на Гран-прі Бельгії 2016 року. Здобув свою першу перемогу на Гран-прі Угорщини 2021 року.

## Біографія

### 2006—2011: Картинг
Окон почав свою кар'єру в 2006 році з картингу. Дебютним для нього став Чемпіонат Франції (клас Minime), в якому в 2006 році він зайняв восьме місце, а в 2007 році — перше. У 2008 році Естебан став чемпіоном Чемпіонату Франції в класі Cadet, а з 2009 року почав брати участь в класі KF3, в якому у 2010-му посів 2-е місце, а в 2011-му — 2-е в WSK Euro Series і 1-е в Чемпіонаті Франції.

### 2012—2014: Формула Рено
У 2012 році Окон дебютував в серіях з відкритими колесами. Він взяв участь в Єврокубку Формули-Рено 2.0 в складі команди «Koiranen Motorsport», в якому, зумів 1 раз фінішувати на подіумі — на 3-му місці в другій гонці на трасі Поль Рікар, набрав 31 очко і зайняв 14-е місце; також Естебан виступав в 10 гонках сезону Альпійської Формули-Рено 2.0, де в обох гонках на Ред Булл Рингу зайняв 3-е місце і з заробленими 69 очками посів 7-е місце.
У 2013 році Окон продовжував виступати в Єврокубку Формули-Рено в команді «ART Junior Team»: в перших гонках на Моторленді і Хунгарорінгу, у другій в Москві зайняв 2-е місце, у других гонках на Поль-Рікар і Каталуньї зайняв 1-е місце, всього набрав 159 очок і став бронзовим призером серії. Естебан брав участь і в восьми гонках Північноєвропейського кубка Формули-Рено 2.0, де 3 рази фінішував на подіумі, заробив 122 очка і посів 12-е місце.

### 2014—2015: Формула 3, GP3 та DTM
У 2014 році Естебан дебютував в Чемпіонаті Європи Формули-3 в складі команди «Prema Powerteam». У 21 і 33 гонок він фінішував на подіумі: 9 раз на першому місці, 9 на другому і 3 — на третьому, заробив 478 очок і став чемпіоном. Також Окон виступав в 4 гонках Формули-Рено 3.5 в команді «Comtec Racing» і був тест-пілотом у команді «Лотус» Формули-1.
У 2015 році Окон, в результаті 13 подіумів і 253 набраних очок, став чемпіоном серії GP3, і продовжував займати посаду тест-пілота в команді Формули-1 — «Форс Індії».
У 2016 році Естебан став пілотом «Мерседеса» в серії DTM, а також резервістом в командах «Мерседес» і «Рено» Формули-1.

### 2016— нині: Формула-1
10 серпня 2016 року в Manor Racing Team оголосили про підписання контракту з Оконом, по якому він став бойовим пілотом команди до кінця сезону. У листопаді 2016 року Force India оголосила про те, що Естебан стане основним пілотом команди в сезоні 2017 року.
26 березня 2017 року в першій гонці сезону — Австралії — набрав перше очко за 10 місце, після чого повторив результат в трьох наступних гонках. На Гран-прі Росії набрав очок відразу в 2 рази більше, фінішувавши 7-м, а 14 травня в Іспанії додав ще 10 очок за 5 місце. У наступному етапі — Гран-прі Монако — Окон не набрав очок, проколовши шину, проте потім, починаючи з Канади, гонщик видав серію з 12 поспіль фінішів в десятці, що завершився повторенням найкращого результату сезону (5 місце) в Мексиці, а в Монці стартував 3-м.
Естебан Окон продовжив виступати за Force India в сезоні 2018 року Формули-1.
На Гран-прі Бразилії 2018 року Окон, який відставав на одне коло від лідера гонки Макса Ферстаппена, витиснув останнього з траси, пошкодивши обидва боліди. Гонщики змогли продовжити гонку, однак Ферстаппен втратив лідерство, а Окон отримав 10-секундний штраф. Одразу після гонки Макс Ферстаппен почав сперечатись з Оконом, штовхаючи пілота. Обох водіїв викликали FIA, і Ферстаппен отримав два дні громадських робіт «на розсуд FIA» за навмисний фізичний контакт з Оконом.
23 листопада 2018 року було оголошено, що Окон приєднається до «Мерседес» в якості резервного пілота на 2019 рік після того, як стало зрозуміло, що Ленс Стролл замінить його в Racing Point — що й було остаточно підтверджено через тиждень. Естебан не брав участі в жодному Гран-прі протягом сезону. Він був претендентом на місце основного пілота в команді на 2020 сезон, але в «Мерседес» вирішили продовжити контракт з Вальттері Боттасом.
29 серпня 2019 року було оголошено про дворічний контракт Окона з «Рено», який ознаменував повернення француза в Формулу-1 в якості основного пілота в 2020 році. Він замінив Ніко Гюлькенберга та став напарником Данієля Ріккардо.

## Результати виступів

### Гоночна кар'єра
| Сезон | Серія                               | Команда                          | Гонки           | Перемоги        | Поули           | Н/к             | Подіуми         | Очки            | Місце           |
| ----- | ----------------------------------- | -------------------------------- | --------------- | --------------- | --------------- | --------------- | --------------- | --------------- | --------------- |
| 2012  | Eurocup Formula Renault 2.0         | Koiranen Motorsport              | 14              | 0               | 0               | 0               | 1               | 31              | 14              |
| 2012  | Formula Renault 2.0 Alps            | Koiranen Motorsport              | 9               | 0               | 0               | 1               | 2               | 69              | 7               |
| 2013  | Eurocup Formula Renault 2.0         | ART Junior Team                  | 14              | 2               | 1               | 1               | 5               | 159             | 3               |
| 2013  | Formula Renault 2.0 NEC             | ART Junior Team                  | 8               | 1               | 0               | 1               | 3               | 122             | 12              |
| 2013  | Macau Grand Prix                    | Prema Powerteam                  | 2               | 0               | 0               | 0               | 0               | Н/Д             | 10              |
| 2014  | FIA Formula 3 European Championship | Prema Powerteam                  | 33              | 9               | 15              | 7               | 21              | 478             | 1               |
| 2014  | Formula Renault 3.5 Series          | Comtec Racing                    | 3               | 0               | 0               | 0               | 0               | 2               | 23              |
| 2014  | Macau Grand Prix                    | Theodore Racing by Prema         | 2               | 0               | 0               | 0               | 0               | Н/Д             | Схід            |
| 2015  | GP3 Series                          | ART Grand Prix                   | 18              | 1               | 3               | 5               | 14              | 253             | 1               |
| 2016  | Deutsche Tourenwagen Masters        | Mercedes-Benz DTM Team ART       | 10              | 0               | 0               | 0               | 0               | 2               | 26              |
| 2016  | Формула-1                           | Manor Racing MRT                 | 9               | 0               | 0               | 0               | 0               | 0               | 23              |
| 2017  | Формула-1                           | Sahara Force India F1 Team       | 20              | 0               | 0               | 0               | 0               | 87              | 8               |
| 2018  | Формула-1                           | Sahara Force India F1 Team       | 12              | 0               | 0               | 0               | 0               | 49              | 12              |
| 2018  | Формула-1                           | Racing Point Force India F1 Team | 9               | 0               | 0               | 0               | 0               | 49              | 12              |
| 2019  | Формула-1                           | Mercedes-AMG Petronas Motorsport | Резервний пілот | Резервний пілот | Резервний пілот | Резервний пілот | Резервний пілот | Резервний пілот | Резервний пілот |
| 2020  | Формула-1                           | Renault DP World F1 Team         | 17              | 0               | 0               | 0               | 1               | 62              | 12              |
| 2021  | Формула-1                           | Alpine F1 Team                   | 22              | 1               | 0               | 0               | 1               | 74              | 11              |
| 2022  | Формула-1                           | BWT Alpine F1 Team               | 22              | 0               | 0               | 0               | 0               | 92              | 8               |
| 2023  | Формула-1                           | BWT Alpine F1 Team               | 22              | 0               | 0               | 0               | 1               | 58              | 12              |
| 2024  | Формула-1                           | BWT Alpine F1 Team               | 23              | 0               | 0               | 1               | 1               | 23              | 14              |
| 2025  | Формула-1                           | MoneyGram Haas F1 Team           | 2               | 0               | 0               | 0               | 0               | 10*             | 7*              |

* Сезон триває.

### Формула-1
| Рік      | Команда                          | Шасі              | Двигун                          | 1        | 2        | 3       | 4        | 5        | 6        | 7      | 8        | 9        | 10       | 11       | 12       | 13       | 14       | 15       | 16     | 17       | 18       | 19       | 20     | 21       | 22     | 23       | 24  | Місце | Очки |
| -------- | -------------------------------- | ----------------- | ------------------------------- | -------- | -------- | ------- | -------- | -------- | -------- | ------ | -------- | -------- | -------- | -------- | -------- | -------- | -------- | -------- | ------ | -------- | -------- | -------- | ------ | -------- | ------ | -------- | --- | ----- | ---- |
| 2014     | Lotus F1 Team                    | Lotus E22         | Renault Energy F1‑2014 1.6 V6 t | АВС      | МАЛ      | БАХ     | КИТ      | ІСП      | МОН      | КАН    | АВТ      | ВЕЛ      | НІМ      | УГО      | БЕЛ      | ІТА      | СІН      | ЯПО      | РОС    | США      | БРА      | АБУ тест |        |          |        |          |     | -     | -    |
| 2016     | Renault Sport F1 Team            | Renault R.S.16    | Renault R.E.16 1.6 V6 t         | АВС      | БАХ      | КИТ     | РОС      | ІСП тест | МОН      | КАН    | ЄВР      | АВТ      | ВЕЛ тест | УГО тест | НІМ тест |          |          |          |        |          |          |          |        |          |        |          |     | 23    | 0    |
| 2016     | Manor Racing MRT                 | Manor MRT05       | Mercedes PU106C Hybrid 1.6 V6 t |          |          |         |          |          |          |        |          |          |          |          |          | БЕЛ 16   | ІТА 18   | СІН 16   | МАЛ 16 | ЯПО 21   | США 18   | МЕК 21   | БРА 12 | АБУ 13   |        |          |     | 23    | 0    |
| 2017     | Sahara Force India F1 Team       | Force India VJM10 | Mercedes M08 EQ Power+ 1.6 V6 t | АВС 10   | КИТ 10   | БАХ 10  | РОС 7    | ІСП 5    | МОН 12   | КАН 7  | АЗЕ 14†  | АВТ 8    | ВЕЛ 8    | УГО 9    | БЕЛ 9    | ІТА 6    | СІН 10   | МАЛ 10   | ЯПО 6  | США 6    | МЕК 5    | БРА Схід | АБУ 8  |          |        |          |     | 8     | 87   |
| 2018     | Sahara Force India F1 Team       | Force India VJM11 | Mercedes M09 EQ Power+ 1.6 V6 t | АВС 10   | БАХ 10   | КИТ 11  | АЗЕ Схід | ІСП Схід | МОН 6    | КАН 9  | ФРА Схід | АВТ 6    | ВЕЛ 7    | НІМ 8    | УГО 13   |          |          |          |        |          |          |          |        |          |        |          |     | 12    | 49   |
| 2018     | Racing Point Force India F1 Team | Force India VJM11 | Mercedes M09 EQ Power+ 1.6 V6 t |          |          |         |          |          |          |        |          |          |          |          |          | БЕЛ 6    | ІТА 6    | СІН Схід | РОС 9  | ЯПО 9    | США ДСК  | МЕК 11   | БРА 14 | АБУ Схід |        |          |     | 12    | 49   |
| 2020     | Renault DP World F1 Team         | Renault R.S.20    | Renault E-Tech 20 1.6 V6 t      | АВТ 8    | ШТИ Схід | УГО 14  | ВЕЛ 6    | 70 8     | ІСП 13   | БЕЛ 5  | ІТА 8    | ТОС Схід | РОС 7    | АЙФ Схід | ПОР 8    | ЕМІ Схід | ТУР 11   | БАХ 9    | САХ 2  | АБУ 9    |          |          |        |          |        |          |     | 12    | 62   |
| 2021     | Alpine F1 Team                   | Alpine A521       | Renault E-Tech 20B 1.6 V6 t     | БАХ 13   | ЕМІ 9    | ПОР 7   | ІСП 9    | МОН 9    | АЗЕ Схід | ФРА 14 | ШТИ 14   | АВТ Схід | ВЕЛ 9    | УГО 1    | БЕЛ 7‡   | НІД 9    | ІТА 10   | РОС 14   | ТУР 10 | США Схід | МЕХ 13   | САП 8    | КАТ 5  | САУ 4    | АБУ 9  |          |     | 11    | 74   |
| 2022     | BWT Alpine F1 Team               | Alpine A522       | Renault E-Tech 22 1.6 V6 t      | БАХ 7    | САУ 6    | АВС 7   | ЕМІ 14   | МАЯ 8    | ІСП 7    | МОН 12 | АЗЕ 10   | КАН 6    | ВЕЛ Схід | АВТ 56   | ФРА 8    | УГО 9    | БЕЛ 7    | НІД 9    | ІТА 11 | СІН Схід | ЯПО 4    | США 11   | МЕХ 8  | САП 8    | АБУ 7  |          |     | 8     | 92   |
| 2023     | BWT Alpine F1 Team               | Alpine A523       | Renault E-Tech 23 1.6 V6 t      | БАХ Схід | САУ 8    | АВС 14† | АЗЕ 15   | МАЯ 9    | МОН 3    | ІСП 8  | КАН 8    | АВТ 147  | ВЕЛ Схід | УГО Схід | БЕЛ 8    | НІД 10   | ІТА Схід | СІН Схід | ЯПО 9  | КАТ 7    | США Схід | МЕХ 10   | САП 10 | ЛВГ 4    | АБУ 12 |          |     | 12    | 58   |
| 2024     | BWT Alpine F1 Team               | Alpine A524       | Renault E-Tech 24 1.6 V6 t      | БАХ 17   | САУ 13   | АВС 16  | ЯПО 15   | КИТ 11   | МАЯ 10   | ЕМІ 14 | МОН Схід | КАН 10   | ІСП 10   | АВТ 12   | ВЕЛ 16   | УГО 18   | БЕЛ 9    | НІД 15   | ІТА 14 | АЗЕ 15   | СІН 13   | США 18   | МЕХ 13 | САП 2    | ЛВГ 17 | КАТ Схід | АБУ | 14    | 23   |
| 2025     | MoneyGram Haas F1 Team           | Haas VF-25        | Ferrari 066/15 1.6 V6 t         | АВС 13   | КИТ 5    | ЯПО     | БАХ      | САУ      | МАЯ      | ЕМІ    | МОН      | ІСП      | КАН      | АВТ      | ВЕЛ      | БЕЛ      | УГО      | НІД      | ІТА    | АЗЕ      | СІН      | США      | МЕХ    | САП      | ЛВГ    | КАТ      | АБУ | 7*    | 10*  |
| Джерело: |                                  |                   |                                 |          |          |         |          |          |          |        |          |          |          |          |          |          |          |          |        |          |          |          |        |          |        |          |     |       |      |

* Сезон триває

‡ Зараховано половину очок через те, що перегони склали менше 75 % запланованої дистанції.